# Stictotarsus macedonicus
Stictotarsus macedonicus är en skalbaggsart som först beskrevs av Borislav Guéorguiev 1959.  Stictotarsus macedonicus ingår i släktet Stictotarsus och familjen dykare. Inga underarter finns listade i Catalogue of Life.